# Rolepa castrona
Rolepa castrona är en fjärilsart som beskrevs av William Schaus 1920. Rolepa castrona ingår i släktet Rolepa och familjen silkesspinnare. Inga underarter finns listade.